# Macaca arctoides
Macaca arctoides (Макака ведмежий) — вид приматів з роду Макака (Macaca) родини Мавпові (Cercopithecidae).

## Опис
Починають життя з білим, пухнастим хутром, але, після дорослішання хутро стає товстим, кошлатим темно-коричневим, за винятком лиця і хвоста. При старінні їх яскраво-рожеві або червоні обличчя темнішають до коричневого або майже чорного і тварини втрачають більшу частину свого волосся. Хвіст настільки малий, що може здатись відсутнім. Самці значно більші за самиць і мають більш ікла. Довжина голови і тіла самців: 52-65 см, самиць: 48-59 см. Довжина хвоста: 0,3-6,9 см. Вага самців: 9.9-10.2 кг, самиць: 7,5-9,1 кг.

## Поширення
Країни поширення: Камбоджа; Китай; Індія; Лаос; Малайзія; М'янма; Таїланд; В'єтнам. Введено: Гонконг. Цей вид знаходиться у тропічних напіввічнозелених лісах, в тропічних вологих вічнозелених лісах і тропічних вологих листяних лісах. Віддає перевагу щільним вічнозеленим лісам. Живе на висоті 50-2700 м.

## Поведінка
Як деревний, так і наземний вид. Харчується в основному насінням і плодами, також комахами, дрібними хребетними, молодим листям, яйцями птахів, жабами, крабами, здійснює набіги на с.г. культури: картоплю й рис. Проводить денний час у пошуках їжі, яку збирає в защічні мішки, які є спільною рисою роду Масаса. Як правило, живе в групах близько 20 до 50 особин обох статей. У групі є сильна ієрархія. 

## Життєвий цикл
Самиця зазвичай народжує одне дитинча після вагітності від 166 до 185 днів (до шести місяців). Самиці, характерно, народжують кожні два роки, і завдання догляду за дітьми грудного віку є загальним для групи. M. arctoides можуть жити до 30 років, хоча така тривалість життя є більш поширеною для поневолених особин, ніж тих, котрі живуть в дикій природі.

## Загрози та охорона
Загрозами є порушення середовища проживання: вибіркові рубки лісу, збір дров для деревного вугілля, будівництво доріг, гребель, ліній електропередач, підпали лісу. На цих тварин полюють і торгують ними на продукти харчування, задля спорту і традиційної "медицини".
На міжнародному рівні цей вид включений до списку Додатка II в СІТЕС. Знаходиться на ряді природоохоронних територій.